# 王谅
王諒（—323年）字幼成，晉朝丹陽人。年輕時被王敦提拔，後擔任武昌太守。當時，交州刺史陶咸去世，王敦任命王機接替，結果新昌太守梁碩出兵阻撓王機上任，並擅自出任交趾太守，以及讓前刺史修則的兒子修湛代理交州刺史。王敦又任命王諒擔任交州刺史，並讓其前去收斬梁碩和修湛。王諒來到交州後，修湛撤退至九真。廣州刺史陶侃派人讓修湛前去拜見王諒。當時王諒規定修湛的下屬不得進入房屋，當時梁碩也在房屋內，王諒在房屋內當著梁碩的面斬殺修湛。梁碩大怒，憤而離開。之後梁碩派人刺殺王諒，沒有成功，於是乾脆率領軍隊包圍王諒所在的龍編。陶侃得知後派軍隊援救，還沒抵達王諒就被梁碩俘虜。梁碩要求王諒交出符节，王諒不肯，梁碩於是砍斷他的右臂。十幾天後，王諒去世。不過後來梁碩也遭到陶侃軍隊斬首，頭顱被送到京都建康。

## 延伸阅读
[在维基数据编辑]
 《晉書·卷089》，出自房玄齡《晉書》